# Hanley Ramírez
Hanley Ramírez (ur. 23 grudnia 1983) – dominikański baseballista występujący na pozycji pierwszobazowego.

## Kariera klubowa

### Boston Red Sox
W lipcu 2000 podpisał kontrakt jako wolny agent z Boston Red Sox. Zawodową karierę rozpoczął w 2002 roku w klubach farmerskich tego zespołu, w GCL Red Sox (poziom Rookie) i Lowell Spinners (Class A Short Season). Następnie w 2003 grał Augusta GreenJackets (Class A), a w 2004 w GCL Red Sox, Sarasota Red Sox (Class A-Advanced) i Portland Sea Dogs (Double-A), w którym występował również w sezonie 2005. W Major League Baseball zadebiutował 20 września 2005 w meczu przeciwko Tampa Bay Devil Rays.

### Florida/Miami Marlins

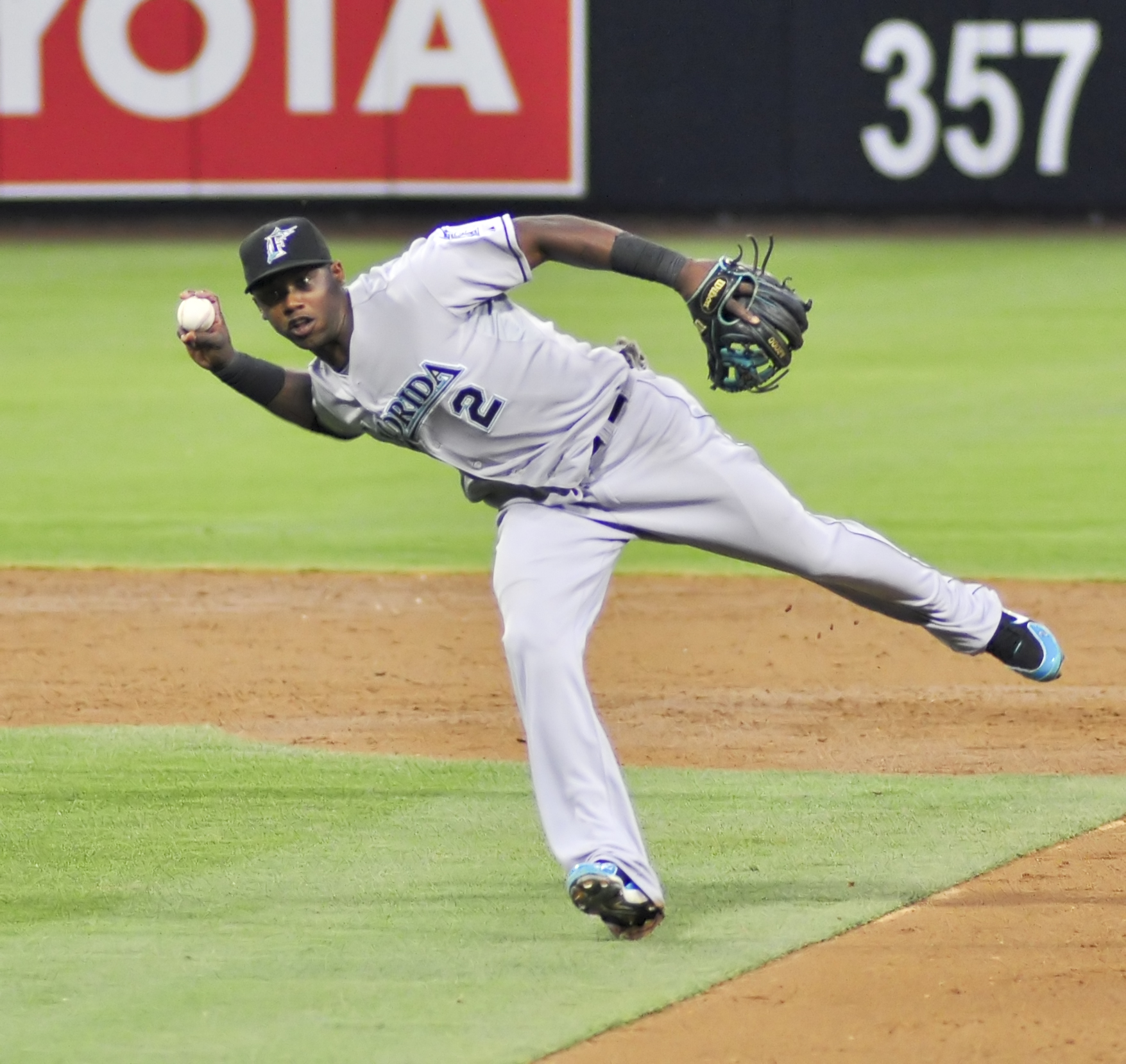
Hanley Ramírez jako zawodnik Florida Marlins.

W listopadzie 2005 w ramach wymiany zawodników przeszedł do Florida Marlins. 18 kwietnia 2006 w meczu z Cincinnati Reds zdobył dwa pierwsze home runy w MLB. W całym spotkaniu zaliczył trzy odbicia na sześć podejść i cztery RBI. W sezonie 2006 uzyskał średnią 0,292, zdobył 17 home runów, skradł 51 baz i został wybrany najlepszym debiutantem w National League.
W 2008 zdobywając 33 home runy i kradnąc 34 bazy, został pierwszym zawodnikiem w historii klubu, który wstąpił do 30–30 club. Ponadto po raz pierwszy wystąpił w Meczu Gwiazd i po raz pierwszy otrzymał Silver Slugger Award. 6 kwietnia 2009 w meczu otwarcia sezonu zasadniczego przeciwko Washington Nationals zdobył pierwszego grand slama w MLB. W sezonie 2009 po raz drugi z rzędu został wybrany do wyjściowego składu NL All-Star Team na pozycję łącznika (rok później również zebrał najwięcej głosów na tę pozycję), po raz drugi z rzędu otrzymał Silver Slugger Award, uzyskał najlepszą średnią w National League (0,342), a w głosowaniu do nagrody MVP zajął 2. miejsce za Albertem Pujolsem z St. Louis Cardinals. Przed rozpoczęciem sezonu 2012 ze względu na przyjście do zespołu łącznika José Reyesa, Ramírez został przesunięty na trzecią bazę.

### Los Angeles Dodgers
25 lipca 2012 w ramach wymiany zawodników przeszedł do Los Angeles Dodgers i tego samego dnia zadebiutował w barwach nowego zespołu w przegranym 2–3 po dwunastu zmianach meczu przeciwko St. Louis Cardinals, zaliczając dwa odbicia, w tym triple’a w pierwszym podejściu. 2 sierpnia 2014 w spotkaniu z Chicago Cubs zdobył pierwszego walk-off home runa w MLB. Po zakończeniu sezonu 2014 został wolnym agentem. W ciągu dziesięciu sezonów występów w MLB grał głównie na pozycji łącznika.

### Powrót do Boston Red Sox
25 listopada 2014 podpisał czteroletni kontrakt wart 88 milionów dolarów z opcją przedłużenia o rok wartą 22 miliony. 6 kwietnia 2015 w meczu otwarcia sezonu przeciwko Philadelphia Phillies po raz pierwszy w karierze wystąpił na lewym zapolu. Ponadto zaliczył dwa odbicia na dwa podejścia, w tym grand slama. Przed rozpoczęciem sezonu 2016 został przesunięty na pierwszą bazę.

## Kariera reprezentacyjna

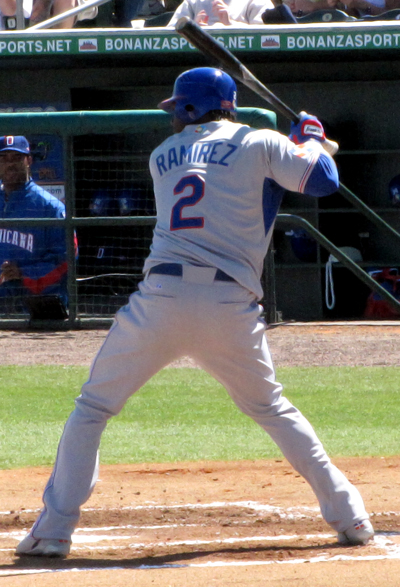
Hanley Ramírez jako reprezentant Dominikany.

W 2009 reprezentował Dominikanę w World Baseball Classic. Cztery lata później zdobył złoty medal na tym turnieju.

## Nagrody i wyróżnienia
| Nagroda/wyróżnienie     | Lata             | Źródło |
| 3× All-Star             | 2008, 2009, 2010 | [ 1 ]  |
| 2× Silver Slugger Award | 2008, 2009       | [ 1 ]  |
| 30–30 club              | 2008             | [ 4 ]  |